# Флоринская, Юлия Фридриховна
Ю́лия Фри́дриховна Флори́нская (род. 1965) — российский географ, демограф. Старший научный сотрудник Института демографии ГУ-ВШЭ.

## Биография
В 1987 году окончила географический факультет МГУ. В 1991—1993 годах — младший научный сотрудник Института проблем занятости Минтруда РФ и Центра демографии и экологии человека.
С 1993 года — младший научный сотрудник Института народнохозяйственного прогнозирования РАН, Центра демографии и экологии человека, с 1999 года — старший научный сотрудник. С 2008 года — старший научный сотрудник Института демографии ГУ-ВШЭ.

Область научных интересов: здоровье населения, медицинская география, трудовая миграция, занятость населения в малых российских городах, нелегальная миграция на приграничных территориях, миграционная мобильность.

Редактор информационного бюллетеня «Население и общество» (с 1994 года), редактор электронной газеты «Демоскоп Weekly» (с 2002 года).

В 1994—2000 годах преподавала в Международном независимом эколого-политологическом университете (МНЭПУ). 

Выступала с докладами на международных конференциях (Барселона, Марракеш).
Кандидат географических наук (1997), тема диссертации: «Потери жизненного потенциала населения России».